# استوکر (فیلم)
استوکر (به انگلیسی: Stoker) فیلمی بریتانیایی-امریکایی در ژانر درام و مرموز به کارگردانی پک چن-اوک و نویسندگی ونت ورث میلر است. بازیگران فیلم میا واشیکوفسکا (ایندیا استوکر)، متیو گود (چارلی استوکر)، نیکول کیدمن (اِولین استوکر)، جکی ویوِر (گوئِندُلین استوکر) هستند. این کار یکی از آخرین فیلم‌های تونی اسکات است که پیش از مرگش تهیه‌کنندگی آن را به عهده داشته‌است.

## خلاصه داستان
بعد از فوت پدر ایندیا، عمویش چارلی که ایندیا از وجودش هم خبر نداشت، ناگهان سر می‌رسد تا با او و مادر بی‌قرار و آشفته‌اش زندگی کند. ایندیا کم‌کم به عموی مرموز و جذابش مشکوک می‌شود چون اتفاق‌های غیرقابل‌توضیحی در اطراف می‌افتد که مستقیم یا غیرمستقیم به عمو چارلی مربوط می‌شود…